# Álvaro Martín Sanz
Álvaro Martín Sanz (Valladolid) es un cineasta y profesor español.

## Biografía
Álvaro Martín Sanz es doctor en Investigación en Medios de Comunicación por la Universidad Carlos III de Madrid con premio extraordinario de doctorado. Es además licenciado en filosofía por la Universidad de Salamanca y posee distintos masters relacionados con la cultura contemporánea y la cinematografía. Ha sido becario Culturex del Ministerio de Cultura en la Delegación Española Permanente ante la UNESCO en el periodo 2019-2020. Ha realizado estancias de investigación en las Universidades Sapienza y Sorbona. Especializado en cinematografía y estudios de la memoria, ha publicado en distintas revistas académicas como Archivos de la Filmoteca, Zer, IC Journal, Fotocinema o Cauce.
En 2011 funda la productora Dream Zero Films, con la que realiza sus proyectos audiovisuales. De formación audiovisual autodidacta, hasta la fecha sus cortometrajes han sido proyectados en más de cuatrocientos festivales de todo el mundo, habiendo ganado más de sesenta premios en certámenes como la Seminci, el Festival Internacional de Cine de Gijón, el Festival de cine de Denver, el Festival Internacional de Cine de Viña del Mar, el Cinema-Jove, o la Comic-Con de San Diego.
En el año 2021 publica su primera novela "Grita ¡Viva! en Las Vegas". En el año 2022 se publica su primer poemario "Memorias de un niño en pijama" (Junta de Castilla y León).

## Filmografía
- El adorable Inquilino (2013) - Cortometraje
- Estocolmo (2013) - Cortometraje
- Cinema Roxy (2014) - Cortometraje
- Desintegración (2014) - Cortometraje
- Fachadolid (2016) - Cortometraje
- Arroz (2017) - Cortometraje
- Accident de Personne (2018) - Cortometraje
- Acueductos (2021) - Cortometraje